# Macrochilo bivittata
Macrochilo bivittata là một loài bướm đêm thuộc họ Noctuidae. Nó được tìm thấy ở Atlantic coast phía tây across the parklands và miền nam boreal forest tới miền trung Alberta, phía nam đến Massachusetts và Ohio.
Sải cánh dài 27–28 mm. Con trưởng thành bay vào tháng 7 ở Alberta.